# Franz Hagemann
Franz Hagemann (vollständiger Name Franz August Hagemann; * 1798; † 1858) war ein Königlich Hannoverscher Justizrat in Hildesheim und Direktor der  Hildesheimer Justizkanzlei.

## Leben

### Familie
Franz Hagemann war ein Sohn des in Celle tätigen Kanzleidirektors Theodor Hagemann sowie ein Bruder des in Hannover tätigen Baurates Leopold Hagemann, des Amtmannes Georg Ludwig Wilhelm Hagemann sowie des in Lüneburg tätigen Zolldirektors Th. Hagemann.

### Werdegang
Nachdem der studierte Jurist bereits 1835 zum Ehrenbürger der Stadt Hildesheim ernannt worden war, wurde Franz Hagemann im Revolutionsjahr 1848 zum Direktor der Hildesheimer Justizkanzlei in berufen.

## Hagemannstraße
Im Jahr 1906 wurde die Hagemannstraße in der Nordstadt nach dem Ehrenbürger Hildesheims benannt.

## Archivalien
Archivalien von und über Franz August Hagemann finden sich beispielsweise
- als Akte des zum 1. Oktober 1852 zum Obergerichtsdirektor Erhobenen mit der Laufzeit von 1818 bis 1858 im Niedersächsischen Landesarchiv (Standort Hannover), Archivsignatur NLA HA Hann. 26a Nr. 5216 (ehemalige Signatur XXIII 3 Nr. 8)[3]